# Nototriche cupuliformis
Nototriche cupuliformis är en malvaväxtart som beskrevs av Antonio Krapovickas. Nototriche cupuliformis ingår i släktet Nototriche och familjen malvaväxter. Inga underarter finns listade i Catalogue of Life.